# 劍州文廟
劍州文廟位於四川省廣元市劍閣縣，文物遺址年代判定為明。2012年7月16日公佈為第八批四川省文物保護單位。
劍州文廟位於四川省廣元市劍閣縣普安鎮聞溪路劍閣中學校內，始建於宋代，經歷代多次重修，現存建築由魁星樓、大成殿及東西廡組成。劍州文廟坐北向南，占地面積1036.5平方公尺。魁星樓民國時期重建，雙層單簷歇山頂屋面，穿斗式結構，面闊九間29.24公尺，進深8.85公尺，前後十二棒、帶後廊。大成殿明代重建，單簷歇山頂屋面，抬梁式梁架結構，面闊五間23.23公尺，進深16.5公尺，十二櫞帶前廊。東西廡清代復建，均為單簷歇山頂屋面，穿斗式結構，各面闊五間21.8公尺，進深7.8公尺，八架椽帶前廊。劍州文廟是研究中國古代寺廟建築的珍貴實物史料，對研究四川丈廟建築的變遷、佈局，建築結構、形式變化等方面具有十分重要價值。